# Sala (Lettonia)
Sala è un comune della Lettonia appartenente alla regione storica della Selonia di 4.415 abitanti (dati 2009).

## Località
Il comune è stato istituito nel 2009 ed è formato dalle seguenti località:
- Sala
- Sēlpils